# Ancien hôtel de Gassion
L'hôtel de Gassion est un ancien palace, construit entre1867 à 1872, pour Jean Lafourcade-Camarau. Le bâtiment est aujourd'hui une copropriété privée. 
Il est situé sur le boulevard des Pyrénées, dans la commune de Pau, dans le département français des Pyrénées-Atlantiques en région Nouvelle-Aquitaine.
L'hôtel est réalisé par l'architecte Jean Marcelin Sylvestre Dumoulou (1820-1892).

## Histoire
L'hôtel de Gassion est construit entre 1867 et 1872 sous l'impulsion et le financement de l'homme d'affaires béarnais Jean Lafourcade-Camarau, fils aîné d'une famille de paysans de Simacourbe, ayant fait fortune dans le commerce au Brésil. Au milieu du XIXe siècle, Lafourcade a pour projet de créer un hôtel de luxe à Pau afin de satisfaire la nombreuse clientèle étrangère de la ville. 
À l'époque, seul l'hôtel de France peut accueillir ces riches touristes venant dans la capitale du Béarn pour son bon air et sa douceur de vivre. Jean Lafourcade-Camarau fait donc l'acquisition d'un terrain situé entre le château de Pau et l'église Saint-Martin. Sur le terrain en question se trouve alors l'ancien hôtel particulier de la famille de Gassion reconverti depuis lors en prison, propriété du département.
Le nouvel hôtel construit est composé de 8 étages, dont deux de sous-sol, un rez-de-chaussée niveau cour, un entresol et quatre étages avec combles. Il engloutit alors la somme de deux millions de francs-or. 
L'étage noble est notamment composé d'un centre de loisirs avec un casino comprenant une vaste salle de bal et de concert, une salle de billard, un salon de lecture, un fumoir, diverses pièces de jeux et de réunion. L'ensemble à la forme d'un quadrilatère asymétrique donnant sur une cour intérieure où pénètraient les voitures avec les indispensables écuries et remises. Le plan de l'hôtel semble manifestement conçu pour imiter le plan au sol du château de naissance d'Henri IV, distant de quelques centaines de mètres de l'hôtel.  
Fait rare pour l'époque, l'hôtel est équipé d'un ascenseur hydraulique afin de desservir les 240 chambres. L'hôtel est aussi alimenté en électricité grâce à une turbine hydro-électrique située sur un bras du « gave » (rivière en béarnais) qui coule en contrebas. 
L'hôtel accueille de nombreux hôtes prestigieux du temps où la ville est alors qualifiée de « Pau, ville anglaise » puis de « Pau, ville américaine ». Parmi eux, on y trouve notamment, le roi Alphonse XIII d'Espagne, le prince Oscar de Suède, la reine Amélie de Portugal, le général anglais Alan Gordon Cunningham ou encore la princesse russe Kougouchef. 
Malgré la mort de Jean Lafourcade-Camarau en 1880 et la faillite de l'hôtel placé en liquidation judiciaire au même moment en raison d'une dette insoutenable, l'activité hôtelière reprendra vers le milieu des années 1880. La famille Loubet, négociants en laine à Oloron-Sainte-Marie, rachètera d'abord les murs. Elle confiera la gestion de l'hôtel à la famille de restaurateurs Meillon. Alfred Meillon, déjà gestionnaire de l'hôtel d'Angleterre à Cauterets, en sera le gérant pendant trois années. Puis ce sera au tour d'un de ses fils (Alphonse Meillon) de reprendre le flambeau jusqu'en 1928. Les Meillon feront de l'hôtel de Gassion une adresse de prestige incontournable pour la haute société internationale de 1886 à 1928.
À la suite du départ d'Alphonse Meillon, mais surtout en raison de la grave crise économique qui frappe l'Europe et les Amériques aux abords de 1930, l'activité hôtelière est abandonnée et les Loubet décident alors de transformer la bâtisse en appartements. Ce fut le cas de nombreux palaces de la Belle Époque.
Il est aujourd'hui occupé par 55 appartements dont 2 appartenant à la copropriété, 13 chambres de bonnes, 5 garages, 45 caves dont une commune. Il complète le boulevard des Pyrénées en offrant une vue sur la chaîne des Pyrénées depuis sa façade sud.

## Protection
L'hôtel de Gassion est inscrit au titre de monument historique par arrêté du 1er février 1988 pour ses façades et toitures, ainsi que pour les décors des salons du cercle anglais.

## Galerie

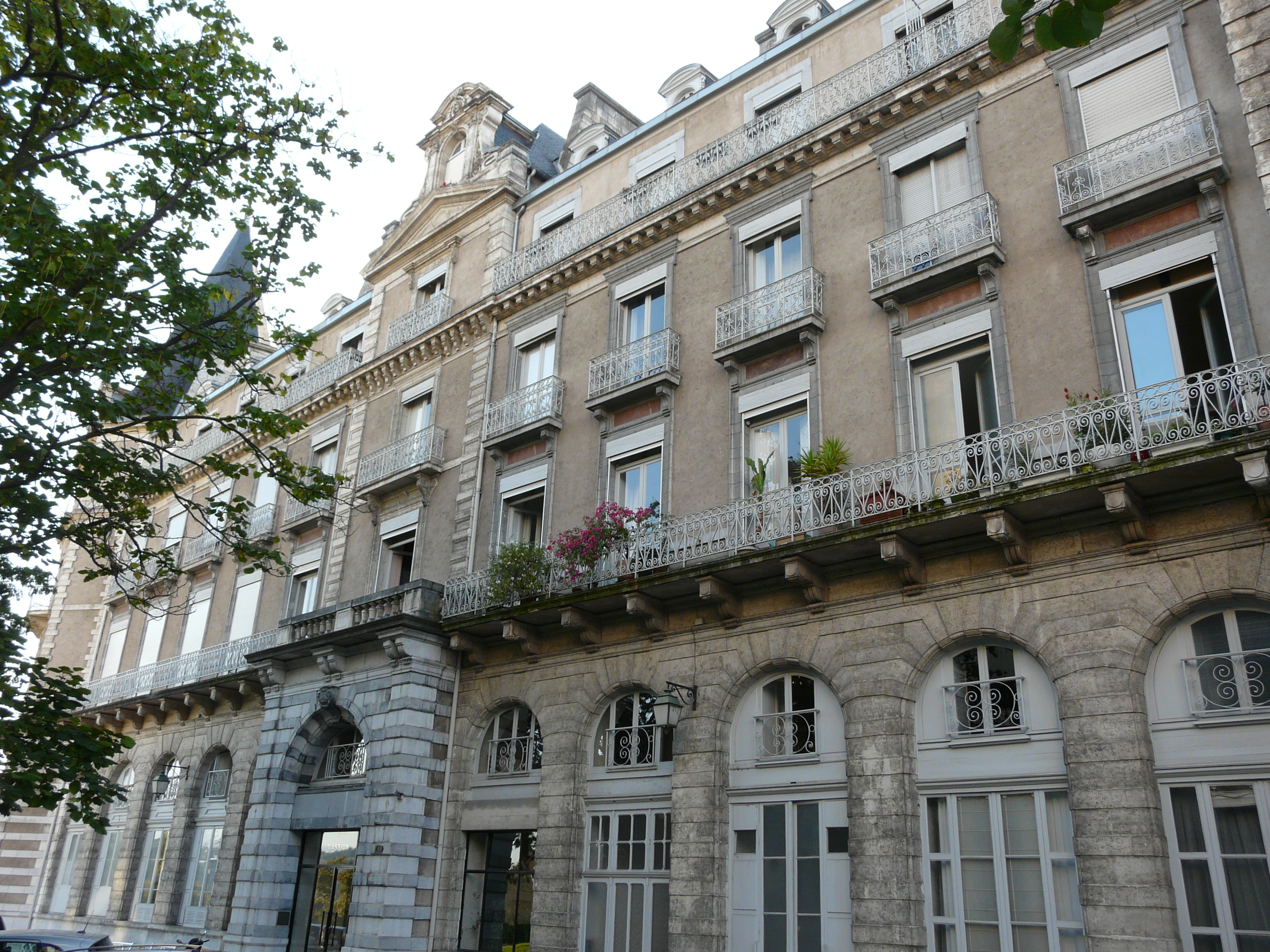
La façade est de l'hôtel.
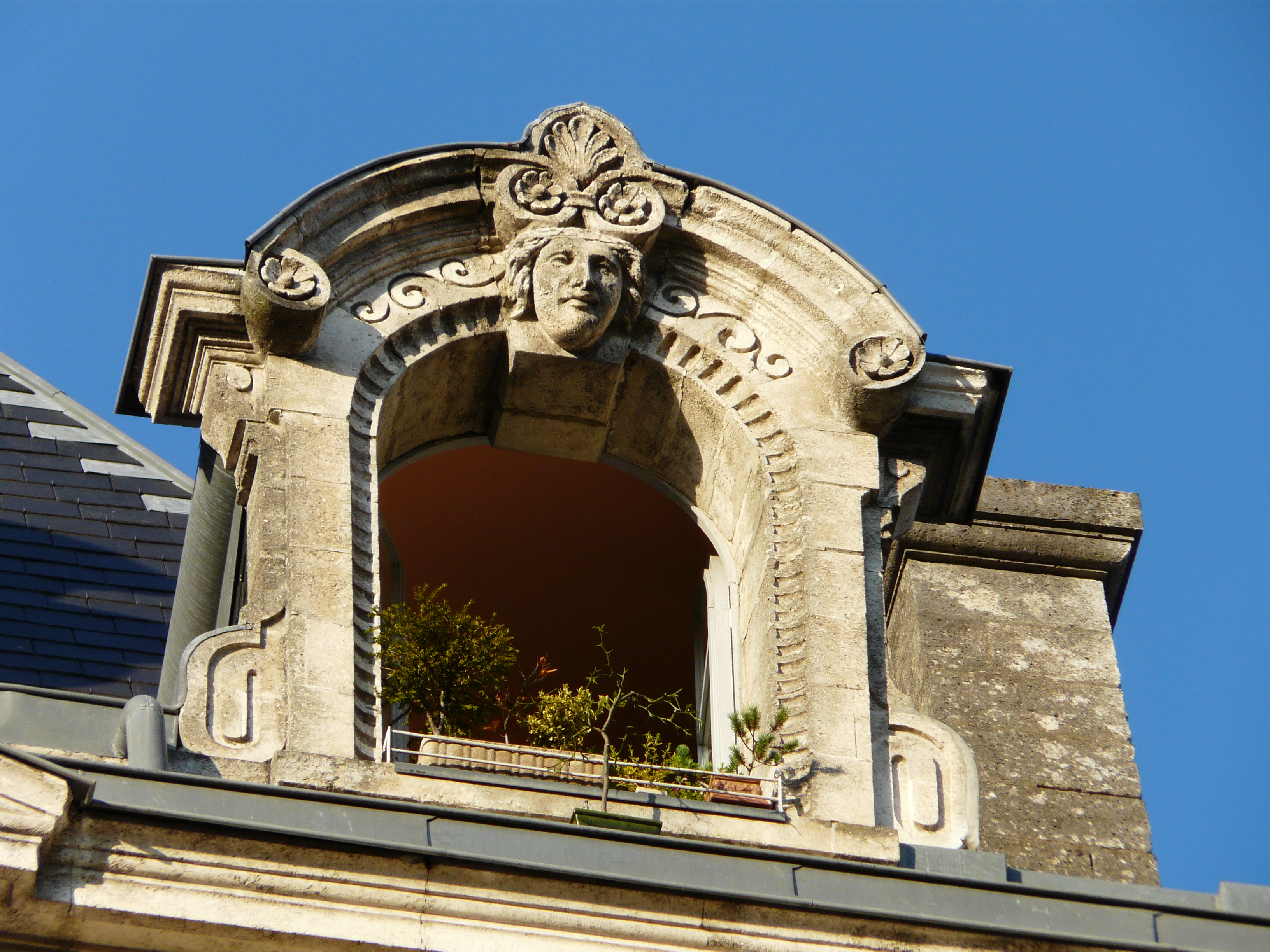
Détail d'une lucarne de l'hôtel.
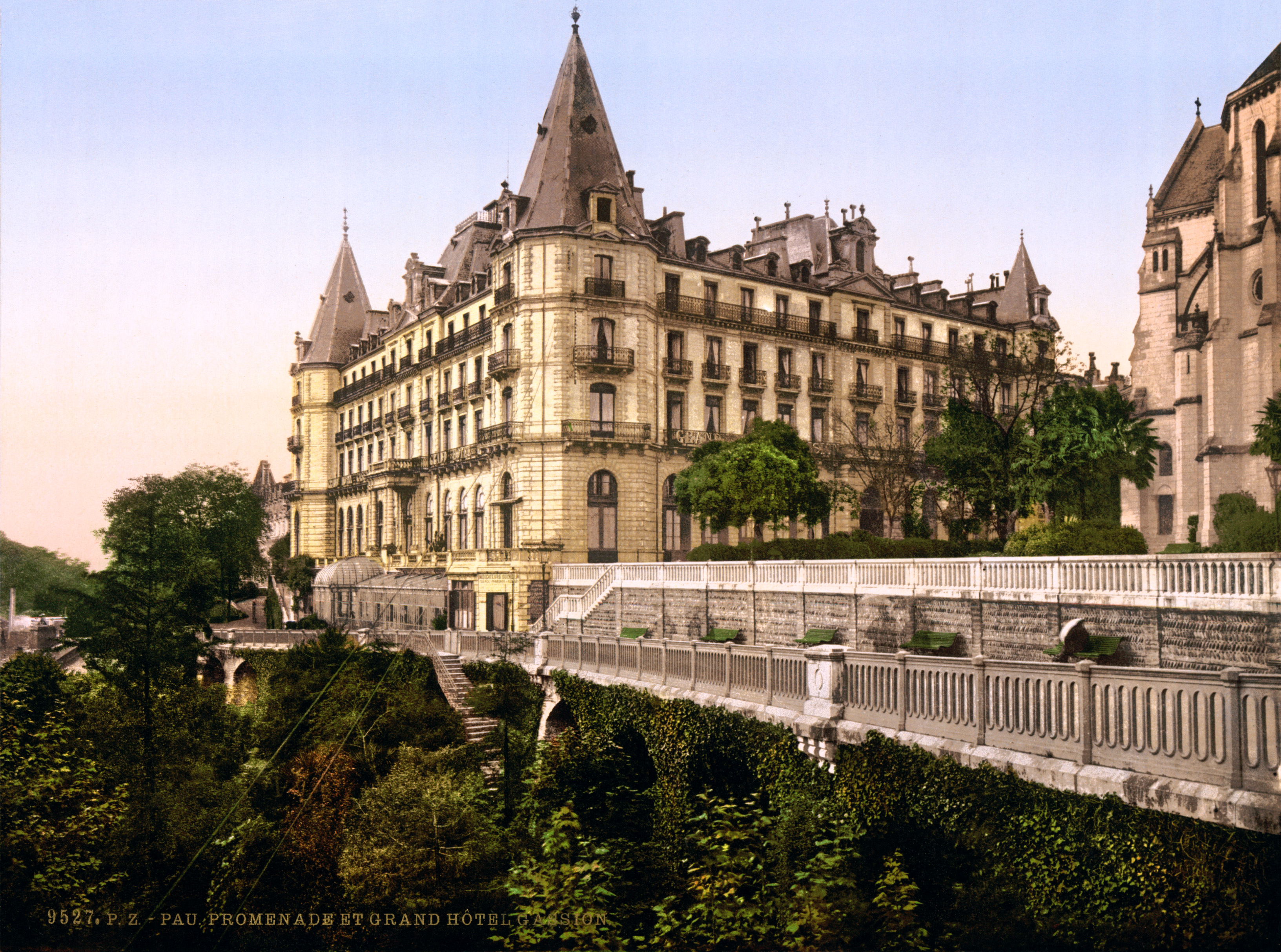
L'hôtel de Gassion en 1895.